# Angelica Parascandolo
Angelica Parascandolo (Polla, 23 settembre 2000) è una calciatrice italiana, attaccante del Tharros.

## Statistiche

### Presenze e reti nei club
Statistiche aggiornate al 15 maggio 2022.
| Stagione               | Squadra                | Campionato             | Campionato | Campionato | Coppe nazionali | Coppe nazionali | Coppe nazionali | Coppe continentali | Coppe continentali | Coppe continentali | Altre coppe | Altre coppe | Altre coppe | Totale | Totale |
| Stagione               | Squadra                | Comp                   | Pres       | Reti       | Comp            | Pres            | Reti            | Comp               | Pres               | Reti               | Comp        | Pres        | Reti        | Pres   | Reti   |
| ---------------------- | ---------------------- | ---------------------- | ---------- | ---------- | --------------- | --------------- | --------------- | ------------------ | ------------------ | ------------------ | ----------- | ----------- | ----------- | ------ | ------ |
| 2016-2017              | Pink Sport Time        | B                      | 18+1       | 5          | CI              | 5               | 0               |                    | -                  | -                  |             | -           | -           | 24     | 5      |
| 2017-2018              | Pink Sport Time        | A                      | 18+2       | 2+1        | CI              | 4               | 2               |                    | -                  | -                  |             | -           | -           | 24     | 5      |
| 2018-2019              | Pink Sport Time        | A                      | 8          | 0          | CI              | 1               | 0               |                    | -                  | -                  |             | -           | -           | 9      | 0      |
| 2019-2020              | Pink Sport Time        | A                      | 0          | 0          | CI              | -               | -               |                    | -                  | -                  |             | -           | -           | 0      | 0      |
| 2020-2021              | Pink Sport Time        | A                      | 9          | 1          | CI              | 1               | 0               |                    | -                  | -                  |             | -           | -           | 10     | 1      |
| 2021-2022              | Pink Sport Time        | B                      | 0          | 0          | CI              | ?               | ?               |                    | -                  | -                  |             | -           | -           | 0      | 0      |
| Totale Pink Sport Time | Totale Pink Sport Time | Totale Pink Sport Time | 56         | 9          |                 | 11+             | 2+              |                    | -                  | -                  |             | -           | -           | 67+    | 11+    |
| Totale carriera        | Totale carriera        | Totale carriera        | 56         | 9          |                 | 11+             | 2+              |                    | -                  | -                  |             | -           | -           | 67+    | 11+    |

## Palmarès
- Campionato italiano di Serie B: 1

Pink Sport Time: 2016-2017